# Leif Skov (politiker)
 Der er flere personer med dette navn, se Leif Skov.
Leif Skov (født 24. juni 1947) er en dansk politiker, der mellem 2005 og 2009 var borgmester i Vejle Kommune, valgt for Socialdemokraterne. I kommunalvalget i 2009 tabte han borgmesterposten til Arne Sigtenbjerggaard.
Leif Skov har gennem 20 år arbejdet som chauffør for Carlsberg. I 1986 blev han valgt til kommunalbestyrelsen i den daværende Børkop Kommune, og var kommunens borgmester fra 1996. Skov har desuden været tillidsmand og bestyrelsesmedlem i fagforeningen 3F.